# Кариев, Максуд Кариевич
Максуд Кариевич Кариев (1 августа 1926, Ташкент — 2010, Ташкент) — советский узбекский журналист и писатель, редактор ряда республиканских изданий, в том числе на протяжении 20 лет главный редактор газеты «Совет Узбекистони» (1963—1984). Заслуженный работник культуры Узбекской ССР.

## Биография
Родился в 1926 году в Ташкенте. Во время Великой Отечественной войны работал в Юнусабадском колхозе.
В 1947 году окончил Ташкентский юридический институт и остался в нём работать преподавателем (с 1955 года — юридический факультет Ташкентского государственного университета имени В. И. Ленина), затем закончил аспирантуру, кандидат юридических наук (1960), доцент. Член ВКП(б) с 1949 года.
С 1950-х годов, работая преподавателем, одновременно занялся журналистикой и литературной деятельностью.
Работал в редакции республиканской газеты «Кызыл Узбекистан», был литсотрудником газеты «Совет Узбекистони», заведовал отделом в журнале «Узбекистон коммунисти».
В 1954—1963 годах — заместитель главного редактора, главный редактор газеты «Тошкент хакикати».
В 1963 −1984 годах — главный редактор газеты «Совет Узбекистони».
В 1984—1988 годах — главный редактор журнала «Муштум».
Избирался депутатом Верховного Совета Узбекской ССР 7-го, 8-го, 9-го и 10-го созывов (1980—1985).
Член Союза писателей СССР, отмечен Премией Союза журналистов СССР, Заслуженный работник культуры Узбекской ССР.
Награждён орденом «Эл-юрт хурмати» (1996) и медалью «Шурхат» (1996)
Умер в 2010 году в Ташкенте.

## Творчество
Печатался с 1960-х годов, автор десятка книг, в том числе с 1973 года издававшихся на русском языке в московском издательстве «Советский писатель».
Первые его произведения были напечатаны в местных печатных изданиях. Первая повесть «Лунные ночи» вышла в 1968 году, следующая повесть «Серебристые листья» вышла в 1970 году. В 1974 году вышла повесть «Красавица Афрасиаба». Автор исторических романов «Спитамен», «Ибн Сино» и «Газневиды».
По повести «Проводы невесты» на киностудии «Узбекфильм» в 1985 году был снят одноимённый фильм.

### Библииография
Ниже перечислены некоторые книги и публикации в переводе на русский язык
Отдельные издания:
- Серебристые листья: Повесть. Рассказы / Пер. с узб.; Ил.: В. Журавлев. — Ташкент: Издательство литературы и искусства, 1973. — 152 с.
- Сердце мое — факел: Повести. / Авториз. пер. с узб.; Худож. Ю. А. Хмелецкий. — Москва: Советский писатель, 1976. — 366 с.
- Высоко летают журавли: Повесть и рассказы. / Авториз. пер. с узб.; Худож. А. Р. Косолапов. — Москва: Советский писатель, 1979. — 255 с.
- Проводы невесты : Повести, рассказы. / Авториз. пер. с узб; Худож. Е. Скакальский. — М. : Советский писатель, 1985. — 295 с.
- Спитамен: Исторический роман / Авториз. пер. с узб. Э. Амита; Илл. Е. Дробязина. — М.: Современный писатель, 1993. — 445 с.

Публикации в периодике:
- Обида : Рассказ / Пер. с узб. Э. Амита // Звезда Востока, № 8, 1984. — стр. 122—126
- Не трогайте звезды!; Экзамен: Рассказы / Пер. с узб. Т . Захидовой // Звезда Востока, № 2, 1988. — стр. 88-94